# Noyau (algèbre)
Pour les articles homonymes, voir noyau.

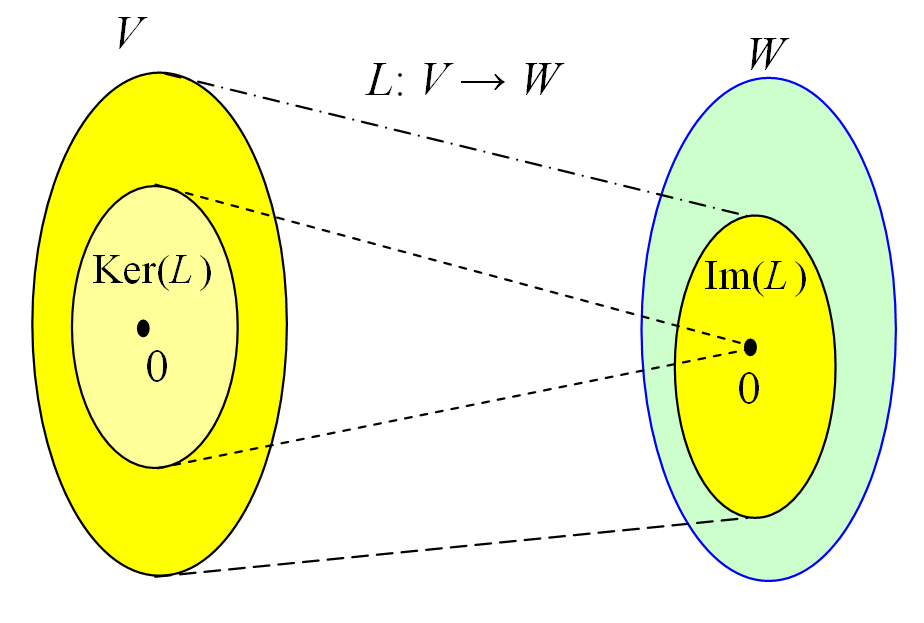
L'application L prend ses arguments dans l'espace V et les envoie dans un ensemble de l'espace W, noté Im(L). Le noyau de L, noté ker(L), est l'ensemble des arguments que L envoie sur l'élément neutre de W.

En mathématiques et plus particulièrement en algèbre générale, le noyau d'un morphisme mesure la non-injectivité d'un morphisme.
Dans de nombreux cas, le noyau d'un morphisme est un sous-ensemble de l'ensemble de définition du morphisme : l'ensemble des éléments qui sont envoyés sur l'élément neutre de l'ensemble d'arrivée. Dans des contextes plus généraux, le noyau est interprété comme une relation d'équivalence sur l'ensemble de définition : la relation qui relie les éléments qui sont envoyés sur une même image par le morphisme. 
Dans l'une ou l'autre de ces situations, le noyau est trivial si et seulement si le morphisme est injectif. Dans la première situation, « trivial » signifie constitué uniquement de l'élément neutre, tandis que dans la seconde, cela signifie que la relation est l'égalité.
Le noyau d'un morphisme f est noté ker(f) ou Ker(f). Cette abréviation vient du mot allemand Kern qui signifie « noyau » (dans tous les sens du terme : l'analogie s'est propagée d'une langue à l'autre).
Cet article présente diverses définitions du noyau, pour les types les plus couramment utilisés de morphismes.

## Noyau d'un morphisme de groupes
Le noyau d'un morphisme de groupes f d'un groupe G vers un groupe H se compose de tous les éléments de G qui sont envoyés par f sur l'élément neutre eH de H. Formellement : 
{\displaystyle \ker(f)=\{x\in G\mid f(x)=e_{H}\}.}
Le noyau est un sous-groupe distingué de G.
L'un des théorèmes d'isomorphisme énonce que le groupe quotient G/ker(f) est isomorphe à l'image de f. Cet isomorphisme est induit par f lui-même. Une proposition légèrement plus générale est le théorème de factorisation des morphismes.
Le morphisme de groupes f est injectif si et seulement si son noyau est le groupe trivial.
D'après les propriétés de l'image réciproque, le noyau d'un morphisme composé {\displaystyle g\circ f} est égal à :
{\displaystyle \ker(g\circ f)=f^{-1}(\ker(g)).}

## Noyau d'une application linéaire
Si f est une application linéaire d'un espace vectoriel V dans un  espace vectoriel W, alors le noyau de f est défini par
{\displaystyle \ker(f)=\{x\in V\mid f(x)=0_{W}\}.}
Le noyau est un sous-espace de l'espace vectoriel V, et l'espace vectoriel quotient V/ker(f) est isomorphe à l'image de f ; en particulier, le théorème du rang relie les dimensions :
{\displaystyle \dim \ker(f)=\dim V-\dim \operatorname {im} (f).}
L'application linéaire f est injective si et seulement si ker(f) = {0}.
Si V et W sont des espaces vectoriels de dimension finie sur un corps commutatif K, de dimensions respectives n et p, et si des bases de ces espaces sont données, alors f peut être représentée par une matrice {\displaystyle M\in {\mathcal {M}}_{p,n}(K)}, et le noyau peut être déterminé en résolvant le système homogène d'équations linéaires M X = 0.
Dans cette représentation, les solutions de ce système correspondent aux coordonnées des vecteurs du noyau de f, mais aussi aux vecteurs du noyau de l'application linéaire canoniquement associée à la matrice M.
La dimension du noyau est donnée par le nombre de colonnes de M moins le rang de M.
La résolution d'équations différentielles homogènes mène souvent à la détermination du noyau d'une certaine application linéaire.
Par exemple, si l'on désire déterminer les fonctions deux fois dérivables f de R dans R telles que
{\displaystyle \forall x\in \mathbb {R} ,\ xf''(x)+3f'(x)=f(x)\ ,}
il faut considérer le noyau de l'application linéaire {\displaystyle \varphi :V\to W}, où V est l'espace vectoriel de toutes les fonctions deux fois dérivables de R dans R, W l'espace vectoriel de toutes les fonctions de R dans R, et l'image par {\displaystyle \varphi } d'un élément f de V définie par la condition
{\displaystyle \forall x\in \mathbb {R} ,\ (\varphi (f))(x)=xf''(x)+3f'(x)-f(x).}

## Noyau d'un morphisme d'anneaux
Le noyau d'un morphisme d'anneaux f d'un anneau A dans un anneau B  se compose de tous les éléments x de A pour lesquels f ( x ) = 0. Formellement :
{\displaystyle \ker(f)=\{x\in A\mid f(x)=0_{B}\}.}
Le noyau est un idéal bilatère de A.
Le théorème d'isomorphisme mentionné ci-dessus pour des groupes et des espaces vectoriels reste valable dans le cas des anneaux.

## Noyau d'un morphisme de corps
Le noyau d'un morphisme de corps (c'est-à-dire un morphisme d'anneaux où les anneaux considérés sont des corps) est toujours réduit à l'élément neutre 0, de sorte que tout morphisme de corps est injectif.

## Noyau d'une forme quadratique
Sur un espace vectoriel réel E, une forme quadratique est une application polynomiale {\displaystyle q:V\rightarrow R} qui est homogène de degré 2. Elle est associée à la forme bilinéaire symétrique
{\displaystyle B(u,v)={\frac {q(u+v)-q(u-v)}{4}}}.
Le noyau de q est le sous-espace vectoriel 
{\displaystyle N=\{v\in E\mid \forall w,B(v,w)=0\}\,.}
La contraction de B par v désigne l'application linéaire {\displaystyle \iota (v)B:w\mapsto B(v,w)}, et N apparaît comme le noyau de l'application linéaire 
{\displaystyle v\mapsto \iota (v)B.}
L'image est un sous-espace vectoriel de l'espace dual E* qui est l'annulateur du noyau N.

## Noyau en général
Toutes ces notions de noyaux se généralisent dans le cadre de la théorie des catégories abéliennes.

## Exemple
La fonction exponentielle complexe exp est un exemple de morphisme de groupes, de (ℂ, +) dans (ℂ*, ×). Son noyau est l'ensemble des nombres complexes z tels que ez = 1.
En notant {\displaystyle x=\Re (z)\ {\text{et}}\ y=\Im (z)}, on obtient
{\displaystyle {\rm {e}}^{z}=1\Leftrightarrow {\rm {e}}^{x+{\rm {i}}y}=1\ \Leftrightarrow {\rm {e}}^{x}\times {\rm {e}}^{{\rm {i}}y}=1\ \Leftrightarrow {\begin{cases}{\rm {e}}^{x}=1\\y=0\ \left[2\pi \right]\end{cases}}\ \Leftrightarrow {\begin{cases}x=0\\y\in 2\pi \mathbb {Z} ,\end{cases}}}
d'où
{\displaystyle \ker(\exp )={\rm {i}}2\pi \mathbb {Z} .}